# Jugendherberge Rödinghausen

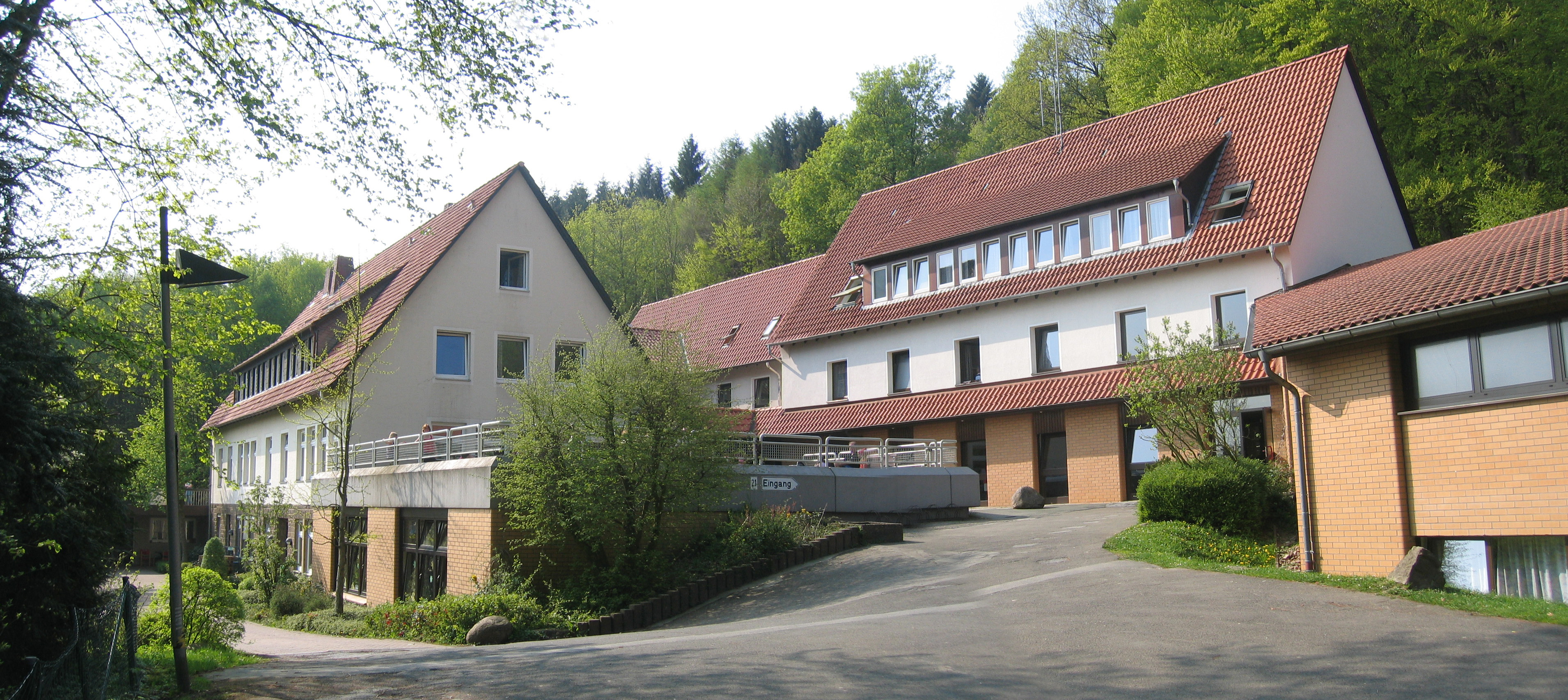
Die Jugendherberge

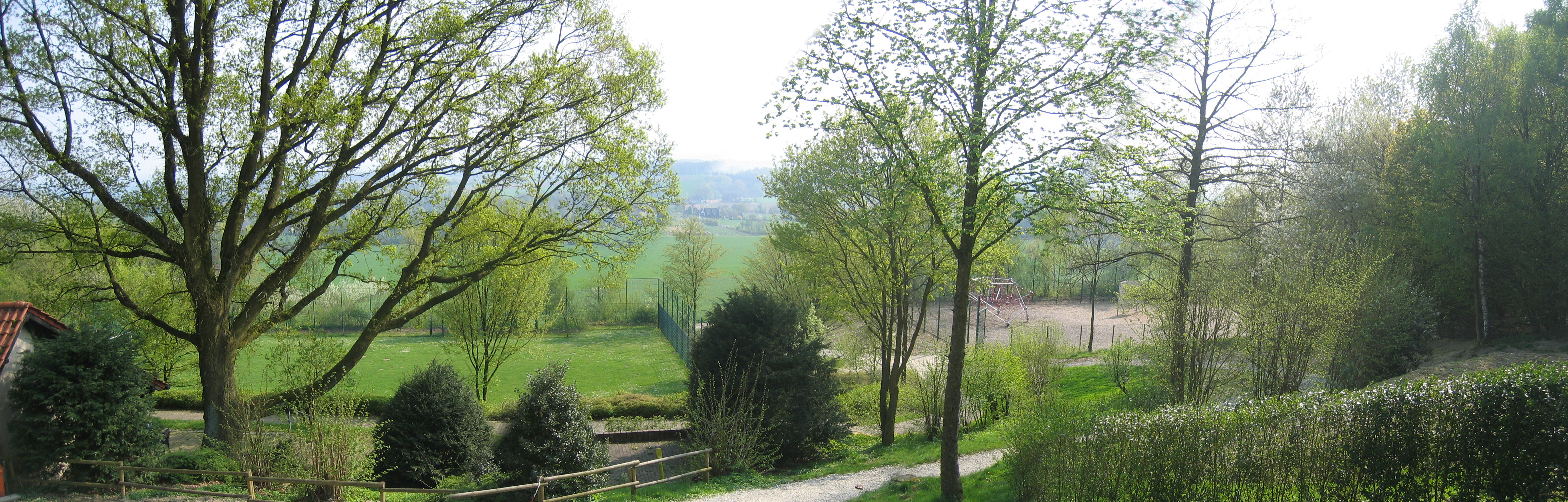
Sportanlage

Die Jugendherberge Rödinghausen ist das Jugendgästehaus des Kreises Herford im ostwestfälischen Rödinghausen. 
Das Jugendgästehaus liegt auf der Südseite des Wiehengebirges unterhalb des Berges Nonnenstein, in der Nähe des Naturschutzgebietes Gehle und oberhalb des Dorfkerns des Luftkurorts Rödinghausen auf einer Höhe von rund 205 m ü. NN.  Das Jugendgästehaus bietet seinen Gästen nicht nur einen optimalen Ausgangspunkt für ausgedehnte Wanderungen und zahlreiche Ausflugsziele in der Nähe, sondern neben Sport- und Fitnessmöglichkeiten die Gelegenheit zur Ruhe und Entspannung. Schulklassen, Jugendfreizeiten und Sportgruppen sind ebenso anzutreffen wie Familien und Einzelgäste. 
Im Jugendgästehaus stehen insgesamt 126 Betten in 31 Zimmern für Gäste zur Verfügung. Zu einem großen Teil verfügen die Zimmer über eigene Nasszellen mit Dusche und WC. Die abwechslungsreiche und vielfältige Ausstattung bietet eine Mehrzwecksporthalle, einen Minigolfplatz, einen Kunstrasensportplatz, einen Spielplatz und eine Lagerfeuerstelle mit Grillplatz, sowie Kickertische, Tischtennisplatten und eine Fotobox für Erinnerungen zum Mitnehmen. Träger des Jugendgästehauses ist der Kreis Herford. 

## Geschichte
Im 1. Halbjahr 2016 war dort eine Notunterkunft für Flüchtlinge eingerichtet, die der Kreis Herford in Amtshilfe für das Land Nordrhein-Westfalen seit September 2015 betrieb.
Im Sommer 2016 wurde das Jugendgästehaus umfangreich renoviert und seit September 2016 wurde der normale Beherbergungsbetrieb für Familien, Schulklassen, Jugendfreizeiten und Sportgruppen wieder aufgenommen.